# 羅馬琳達大學
羅馬琳達大學（英語：Loma Linda University）是一所位於美國加州羅馬琳達私立基督復臨安息日會健康科學大學。到2019年為止，一共有八間學校被併入羅馬琳達大學。這間大學成立於1905年，是基督復臨安息日會教育系統的一部分。

## 歷史

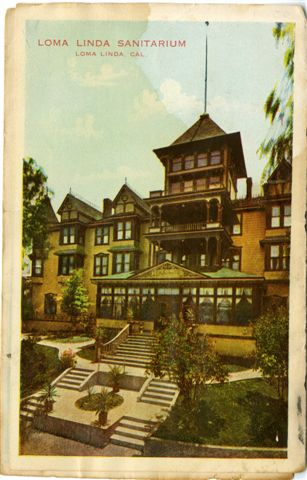
早年發行的羅馬琳達大學明信片

1905年，基督復臨安息日會信徒約翰·伯登和艾倫·G·懷特兩人成立一所名為羅馬琳達的療養院。從1913年到1962年間，這所學院在當地教授基礎科學，並送學生到洛杉磯學習臨床經驗。

### 1960年～1980年

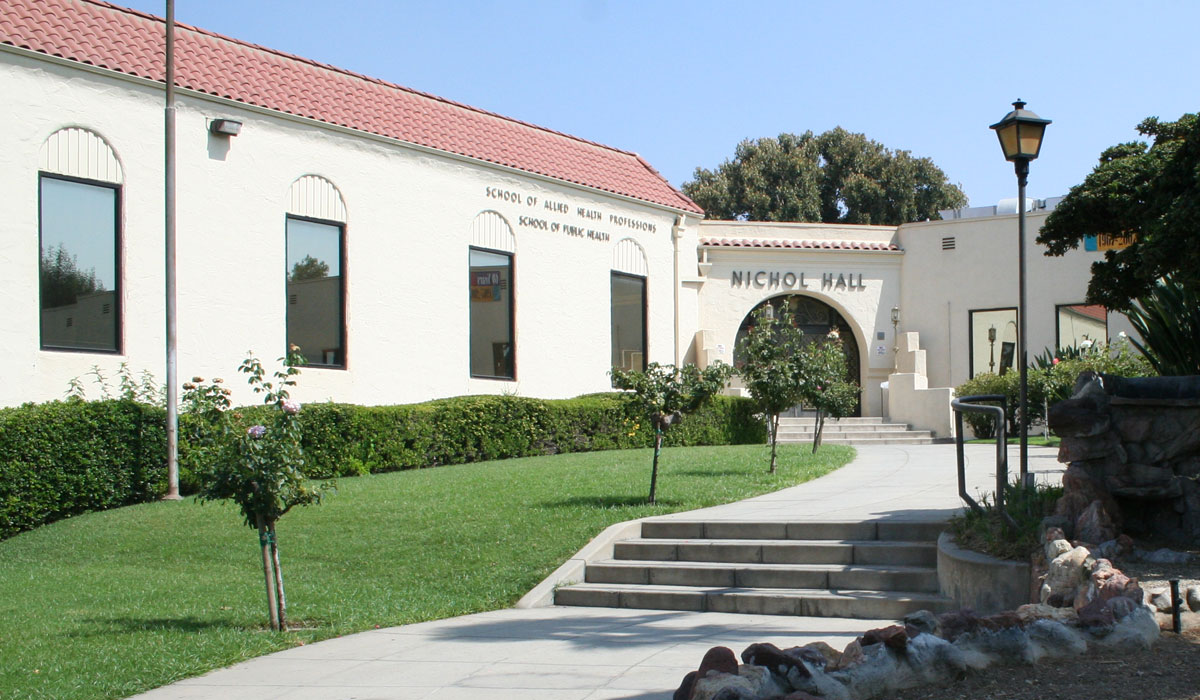
羅馬琳達學院尼克學生宿舍

1961年，羅馬琳達學院升格並更名為羅馬琳達大學。1967年，羅馬琳達大學設立羅馬琳達醫療中心。1967年到1990年，羅馬琳達大學也同時營運位於美國加州河濱的一所私立基督復臨安息日會博雅學院拉西瑞亞大學。

## 學術
- 根據2025年美國新聞與世界報導，羅馬琳達大學在全美國外科學系排名第238名[7]。

## 校友
- 陳容維教授（Chen Jung Wei）[8]

## 外部連結
- 羅馬林達大學官方網站 （页面存档备份，存于）
- 全世界基督復臨安息日會機構列表 （页面存档备份，存于）